# Karma (chanson de Anxhela Peristeri)
Pour les articles homonymes, voir Karma.
Chansons représentant l'Albanie au Concours Eurovision de la chanson
Fall from the Sky
(2020) Sekret
(2022)
Karma est une chanson de la chanteuse albanaise Anxhela Peristeri. La chanson représente l'Albanie au Concours Eurovision de la chanson 2021, à Rotterdam, aux Pays-Bas, après avoir remporté la cinquante-neuvième édition du concours Festivali i Këngës, l'émission de présélection de la télévision albanaise utilisée pour sélectionner le candidat représentant le pays cette année-là.

## À l'Eurovision

### Festivali i Këngës
Radio Televizioni Shqiptar (RTSH), le radiodifuseur national d'Albanie, a organisé la 59ème édition du concours Festivali i Këngës afin de sélectionner le candidat albanais pour l'édition 2021. La compétition consiste comme habituellement en deux demi-finales et une finale qui s'est déroulée en décembre 2020. Lors de la première demi-finale, "Karma" a été joué dans sa version studio tandis que sur la deuxième demi-finale, dans une version acoustique. Après la grande finale, Anxhela Peristeri est apparue comme la gagnante avec "Karma" et a été simultanément annoncée comme la représentante de l'Albanie pour le concours Eurovision de la chanson 2021,.

### Rotterdam
La chanson est interprétée en 11e position lors de la deuxième demi-finale, le 20 mai 2021. Elle se qualifie en arrivant 10e avec 112 points.
Lors de la finale du 22 mai 2021, la chanson est interprétée en 2e position et se classe 21e sur 26 avec 57 points.